# Карранца, Варфоломей
Варфоломей Карранца или Варфоломей Карранса (исп. Bartolomé de Carranza; 1503[…], Миранда-де-Арга — 2 мая 1576, Рим) — испанский богослов-доминиканец и педагог; преподаватель Саламанкского университета; архиепископ Толедский.

## Биография
Варфоломей Карранца родился в 1503 году в испанском местечке Миранда-де-Арга. Учился в Университете Алькалы и Вальядолидском университете.
На Тридентском соборе Карранца явился горячим борцом за необходимость церковной реформы и противником совместительства церковных должностей. В своём трактате «Controversia de necessaria personali praesentia episcoporum» (Венеция, 1547) Карранца требует от епископов постоянного пребывания в своих епархиях. 

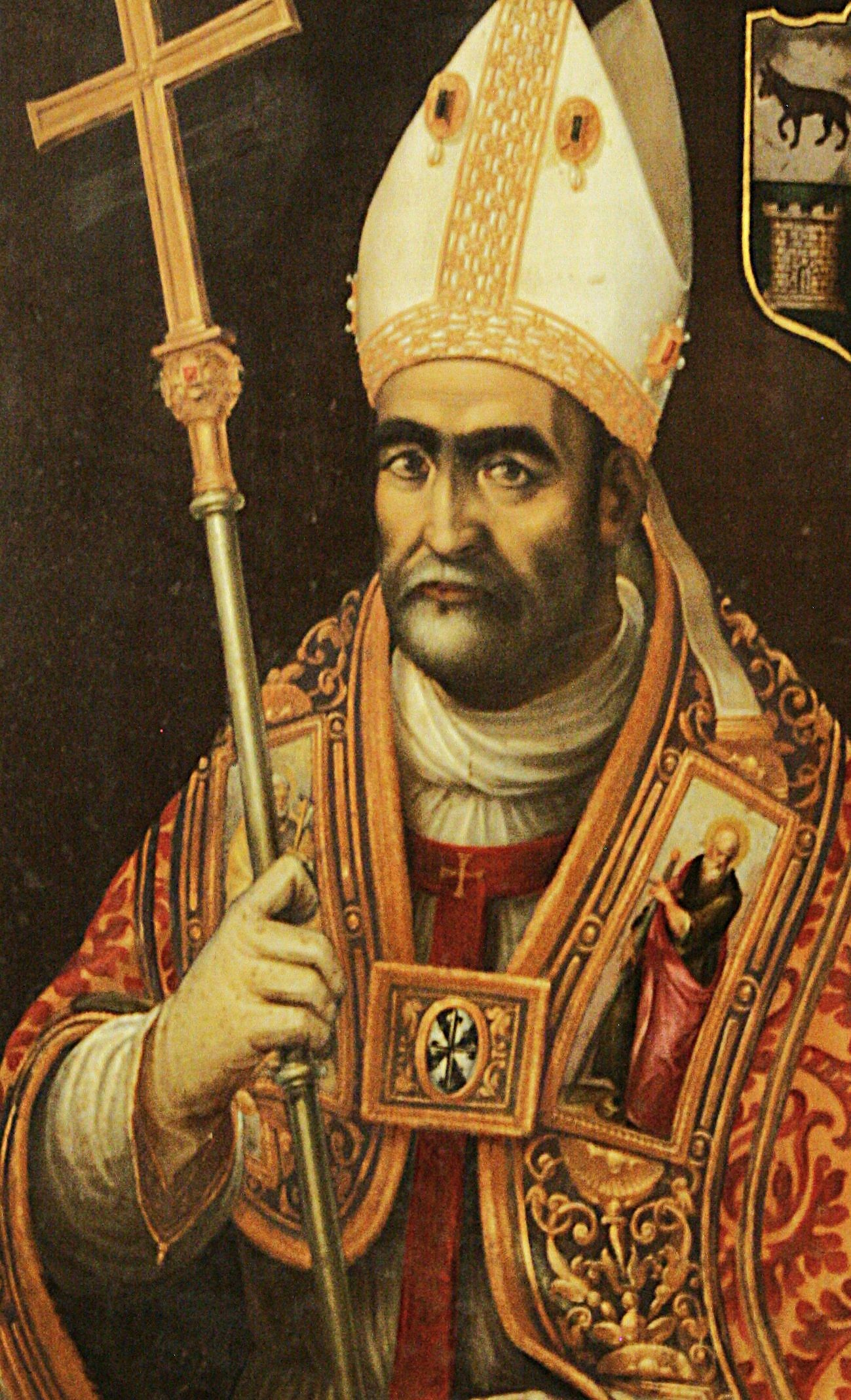
Кардинал Карранца

В качестве духовника инфанта Филиппа II, Карранца сопровождал его в Англию, где принимал деятельное участие в религиозной деятельности. Отстаивая права Папы римского и католического духовенства, Карранца глубоко верил в возможность устранения всех злоупотреблений в церкви. Свои взгляды на реформы Карранца изложил в своих сочинении «Summa Conciliorum et pontificum» (Венеция, 1546) и в комментариях к катехизису: «Commentarios… sobre el cotecismo cristiano» (Антверпен, 1558). 
Возведённый Филиппом II в архиепископы Толедские, Карранца был обвинён (1559) в ереси великим инквизитором Вальдесом и арестован. Несмотря на заступничество Триентского собора, нашедшего сочинения Карранца безукоризненными, он восемь лет провёл в вальядолидской инквизиционной тюрьме и препровождён в Рим, где после девятилетнего заключения в замке Святого Ангела был присуждён к отречению от 16 положений, извлечённых из его сочинений, и к новому пятилетнему заключению в монастырь.
В конце концов оправданный Варфоломей Карранса пережил гонения инквизиции всего на несколько дней; он умер 2 мая 1576 года.